# Le cortigiane del Re Sole
Le cortigiane del Re Sole (Liselotte von der Pfalz) è un film del 1935 scritto, diretto e prodotto da Carl Froelich.

## Trama
Luisa Carlotta, principessa del Palatinato, è destinata a diventare la sposa del fratello di Luigi XIV di Francia, Filippo d'Orléans. Dopo il matrimonio, la vita alla corte francese non è per niente facile per la principessa tedesca: le galanterie del re nei suoi riguardi vengono viste con gelosie dalle cortigiane che presumono che lei sia ormai diventata la nuova favorita del sovrano. Luisa Carlotta deve subire anche le rimostranze di Filippo, benché sia innocente e debba, invece, riuscire anche a tenere a bada il re Sole. Riuscirà a superare tutte le difficoltà: il re accetterà di restare solo un suo buon amico e l'amicizia che li legherà sarà profonda e sincera e anche Filippo finirà per rendersi conto dell'innata onestà della moglie.

## Produzione
Il film fu prodotto dalla General Foreign. Venne girato nel Baden-Württemberg, a Heidelberg.

## Distribuzione
Distribuito dalla General Foreign Sales Corp., uscì nelle sale cinematografiche tedesche l'8 agosto 1935 con il titolo originale Liselotte von der Pfalz (il titolo completo del film è Lieselotte von der Pfalz. Frauen um den Sonnenkönig).

## Divieti
In Italia ne venne vietata la proiezione nelle provincie di Bolzano e Trento.